# Coco Jojo
Albums de Guy2Bezbar
Jusqu'aux étoiles
(2022)
Singles
1. Lala
Sortie : 2 juillet 2021
2. Boy
Sortie : 15 octobre 2021
3. Cracklanders
Sortie : 3 novembre 2021
4. Fendi love (feat. Hamza)
Sortie : 19 novembre 2021
5. Full Black
Sortie : 17 février 2022
6. Jour et nuit
Sortie : 16 mars 2022
7. Beretta
Sortie : 25 mars 2022
8. Boum Boum
Sortie : 19 août 2022

Coco Jojo est le premier album studio du rappeur français Guy2Bezbar, sorti le 19 novembre 2021 sous les labels Blue Magic Corp et Infinity Music Group.

## Présentation
Il contient 18 titres, y compris 4 titres bonus dont dix featurings, avec les rappeurs Hamza, Zkr, Tayc, Mayo, Junior Bvndo, Rapi Sati, Sanchez, SD, Jackmaboy, ce dernier se classant à la 9ème place du classement français dès sa sortie.

## Contexte et promotion
Le 21 octobre 2021, Guy2Bezbar annonce l'album via ses comptes de réseaux sociaux, il dévoile la pochette, la liste des pistes et les feats.

### Singles
Lala sert de premier single extrait de l'album et sort avant l'album, le 2 juillet 2021. Le deuxième single, Boy, sort le 15 octobre 2021.
Le troisième single extrait, intitulé Cracklanders, sorti initialement sorti en exclusivité chez COLORS sort le 3 novembre 2021.
La chanson Fendi love en featuring avec le rappeur belge Hamza devient officiellement le quatrième single accompagné d'un clip, le 19 novembre 2021.
Les clips de Full Black et de Jour et nuit sortent le 17 février 2022 et le 16 mars 2022. Les deux titres sont certifiés singles d'or en France respectivement en juillet 2022 et en avril 2024,.
Le 16 décembre 2021, il dévoile les deux titres bonus de son album, Mastic avec Hamza et Totti.
Il dévoile ensuite les titres Beretta le 25 mars 2022 et Boum Boum le 19 août.

## Accueil commercial
L'album est certifié disque d'or par le SNEP le 15 septembre 2022 soit 10 mois après sa sortie avec plus de 50 000 ventes.

## Liste des pistes
| Édition standard | Édition standard                                                  | Édition standard                                            | Édition standard                    | Édition standard | Édition standard | Édition standard | Édition standard | Édition standard | Édition standard |
| No               | Titre                                                             | Auteur                                                      | Compositeur(s)                      | Durée            |                  |                  |                  |                  |                  |
| ---------------- | ----------------------------------------------------------------- | ----------------------------------------------------------- | ----------------------------------- | ---------------- | ---------------- | ---------------- | ---------------- | ---------------- | ---------------- |
| 1.               | Ça va commencer ici                                               | Guy2Bezbar                                                  | Scar, Nardey, Elias, Bloody         | 2:34             |                  |                  |                  |                  |                  |
| 2.               | Prada                                                             | Guy2Bezbar                                                  | VL2M                                | 2:53             |                  |                  |                  |                  |                  |
| 3.               | Boy                                                               | Guy2Bezbar                                                  | Richie Beats                        | 2:39             |                  |                  |                  |                  |                  |
| 4.               | Fendi Love (feat. Hamza)                                          | Guy2Bezbar, Hamza                                           | Saydiq                              | 2:34             |                  |                  |                  |                  |                  |
| 5.               | Fabuleux                                                          | Guy2Bezbar                                                  | Stork, Tigri                        | 3:19             |                  |                  |                  |                  |                  |
| 6.               | Baltimore (feat. Zkr)                                             | Guy2Bezbar, Zkr                                             | Icarios, Bellek                     | 3:49             |                  |                  |                  |                  |                  |
| 7.               | Febbraio                                                          | Guy2Bezbar                                                  | Bellek, SlemBeatz                   | 3:19             |                  |                  |                  |                  |                  |
| 8.               | Pépettes                                                          | Guy2Bezbar                                                  | JuniorAlaprod, Stork, Ghostuchiha   | 3:23             |                  |                  |                  |                  |                  |
| 9.               | Nana (feat. Tayc)                                                 | Guy2Bezbar, Tayc                                            | Boumidjal X                         | 2:53             |                  |                  |                  |                  |                  |
| 10.              | Full Black                                                        | Guy2Bezbar                                                  | twinsmatic                          | 2:29             |                  |                  |                  |                  |                  |
| 11.              | Cracklanders                                                      | Guy2Bezbar                                                  | Platinumwav, Richie Beats           | 2:59             |                  |                  |                  |                  |                  |
| 12.              | Space Mountain (feat. Mayo)                                       | Guy2Bezbar, Mayo                                            | Bellek, SlemBeatz, Julien Poinsotte | 3:01             |                  |                  |                  |                  |                  |
| 13.              | Ticket gagnant                                                    | Guy2Bezbar                                                  | Geo On The Track                    | 2:42             |                  |                  |                  |                  |                  |
| 14.              | Jour et nuit                                                      | Guy2Bezbar                                                  | Geo On The Track, Pxblo             | 3:37             |                  |                  |                  |                  |                  |
| 15.              | Dix-huit (feat. Junior Bvndo, Rapi Sati, Sanchez, SD & Jackmaboy) | Guy2Bezbar, Junior Bvndo, Rapi Sati, Sanchez, SD, Jackmaboy | DJ Bellek                           | 2:43             |                  |                  |                  |                  |                  |
| 16.              | Shooters                                                          | Guy2Bezbar                                                  | Nineteenjune, Richie Beats          | 2:47             |                  |                  |                  |                  |                  |
| 17.              | Lala                                                              | Guy2Bezbar                                                  | Josh Rosinet                        | 3:13             |                  |                  |                  |                  |                  |
| 18.              | Prince de Paris                                                   | Guy2Bezbar                                                  | JemiBlack                           | 3:07             |                  |                  |                  |                  |                  |
| 54:01            |                                                                   |                                                             |                                     |                  |                  |                  |                  |                  |                  |

| Bonus Track | Bonus Track          | Bonus Track       | Bonus Track                | Bonus Track | Bonus Track | Bonus Track | Bonus Track | Bonus Track | Bonus Track |
| No          | Titre                | Auteur            | Compositeur(s)             | Durée       |             |             |             |             |             |
| ----------- | -------------------- | ----------------- | -------------------------- | ----------- | ----------- | ----------- | ----------- | ----------- | ----------- |
| 19.         | Mastic (feat. Hamza) | Guy2Bezbar, Hamza | Ambezza, FORTHENIGHT       | 3:26        |             |             |             |             |             |
| 20.         | Totti                | Guy2Bezbar        | Bellek, Pxblo              | 2:31        |             |             |             |             |             |
| 21.         | Beretta              | Guy2Bezbar        | JuniorAlaprod, Diamond Wav | 3:36        |             |             |             |             |             |
| 22.         | Boum Boum            | Guy2Bezbar        | 2k on the track            | 2:40        |             |             |             |             |             |
| 1:06:14     |                      |                   |                            |             |             |             |             |             |             |

## Titre certifié en France
- Full Black  Or[12]
- Jour et nuit  Or[13]

## Clips vidéo
- Lala : 2 juillet 2021
- Boy : 15 octobre 2021
- Fendi love (feat. Hamza) : 19 novembre 2021
- Full Black : 17 février 2022
- Jour et nuit : 16 mars 2022
- Beretta : 25 mars 2022

## Classements et certification

### Classements hebdomadaires
| Classements (2021)           | Meilleure position |
| ---------------------------- | ------------------ |
| Suisse (Schweizer Hitparade) | 33                 |
| France (SNEP)                | 9                  |
| Belgique (Flandre Ultratop)  | 134                |
| Belgique (Wallonie Ultratop) | 21                 |

### Certification
| Région                                                                                                 | Certification | Ventes/Streams |
| --- | ------------- | -------------- |
| France (SNEP)                                                                                          | Or            | 50 000         |
| *Ventes selon la certification ^Mise en rayon selon la certification xNon précisé par la certification |               |                |